# Чарлстон Тауншип (округ Тайога, Пенсільванія)
Чарлстон Тауншип (англ. Charleston Township) — селище (англ. township) в США, в окрузі Тайога штату Пенсільванія. Населення — 3565 осіб (2020).

## Демографія
Згідно з переписом 2010 року, у селищі мешкало 3360 осіб у 1312 домогосподарствах у складі 898 родин. Було 1526 помешкань
Расовий склад населення:
| - 98,0 % — білих - 0,4 % — чорних або афроамериканців - 0,4 % — азіатів - 0,2 % — корінних американців |

До двох чи більше рас належало 0,9 %. Частка іспаномовних становила 1,3 % від усіх жителів.
За віковим діапазоном населення розподілялося таким чином: 21,0 % — особи молодші 18 років, 57,7 % — особи у віці 18—64 років, 21,3 % — особи у віці 65 років та старші. Медіана віку мешканця становила 45,2 року. На 100 осіб жіночої статі у селищі припадало 95,5 чоловіків;  на 100 жінок у віці від 18 років та старших — 96,1 чоловіків також старших 18 років.
Середній дохід на одне домашнє господарство  становив 60 580 доларів США (медіана — 46 581), а середній дохід на одну сім'ю — 69 442 долари (медіана — 56 726). Медіана доходів становила 37 250 доларів для чоловіків та 28 641 долар для жінок. За межею бідності перебувало 14,0 % осіб, у тому числі 32,1 % дітей у віці до 18 років та 4,7 % осіб у віці 65 років та старших.
Цивільне працевлаштоване населення становило 1418 осіб. Основні галузі зайнятості: освіта, охорона здоров'я та соціальна допомога — 25,1 %, роздрібна торгівля — 16,6 %, виробництво — 10,7 %, сільське господарство, лісництво, риболовля — 9,9 %.